# Dapo-Iboké
Dapo-Iboké è una città e sottoprefettura della Costa d'Avorio appartenente al  dipartimento di Tabou. Conta una popolazione di 14 858 abitanti (censimento 2014).